# Bure (Moselle)
Ne doit pas être confondu avec Bure (Meuse) ou Buré.
Pour les articles homonymes, voir Bure.
Bure est un village et une ancienne commune française de la Moselle, elle est rattachée à celle de Tressange depuis 1811.
Ses habitants sont appelés les Burois.

## Géographie
Ce village est traversé par la route D59 et se trouve dans le Nord-Ouest de la Moselle, aux confins du pays Haut et du pays thionvillois, à environ 20 km de Thionville, 5 kilomètres de la frontière franco-luxembourgeoise, 40 km de la frontière franco-allemande et 35 km de la frontière franco-belge.

## Toponymie
- En allemand : Beuren[1], Beuern (1871-1918).
- En luxembourgeois : Beieren[2], Blobeiren et Blobeieren.

### Mentions anciennes
Beura (822), Buris (1181), Burne (1193), Bures (1272), Bure (1380), Buren (XVe siècle), Beuren (1626), Buren (1629), Bur (1666), Bure-en-Voivre (1779), Bares (1793), Bur (1801).

### Étymologie
Du vieux haut allemand boron (percer), apparenté  au latin forare. Le mot « bure » désigne un puits de mine (percer un puits de mine) et par extension une mine. De même pour ces localités anciennement minières : Bourène (France, Meurthe-et-Moselle), Beyren-lès-Sierck (France, Moselle), Bure (Belgique, Wallonie), Beyren (Luxembourg), Beuren et Büren (Allemagne), Bure et Büren an der Aare (Suisse) et de façon similaire  Boron (France, Territoire de Belfort).
Selon une autre hypothèse, la mention Beura de 822 signifie « petite maison ».

## Histoire
Ce village faisait partie du duché de Bar et dépendait du bailliage de Villers-la-Montagne. Il était en outre le siège d’un fief mouvant du roi de France en 1681.
Sur le plan spirituel, Bure faisait partie du diocèse de Trèves et plus précisément du doyenné de Luxembourg.
Érigé en commune en 1790, Bure intègre à cette date le canton d’Aumetz, puis celui d’Audun-le-Roman en 1802.
La commune de Bure est réunie à celle de Tressange par un décret du 28 décembre 1811.

## Population et société

### Démographie
| 1800 | 1806 | 1900 |
| ---- | ---- | ---- |
| 104  | 118  | 108  |

En 1817, il y a 109 habitants répartis dans 24 maisons et en 1844, il y a 146 personnes réparties dans 26 maisons.

### Enseignement
L'école maternelle de Bure a été réhabilitée et reconvertie.

### Sports et loisirs
- Entente Bure-Boulange football, issu de la fusion en 2018 des anciens clubs de Bure et Boulange[13]
- Handball club de Bure[13]
- Motocross du Pays-Haut[13]
- Pétanque club de Bure[13] ; Boulodrome (pétanque et jeu provençal)
- Salle des fêtes[13]

## Économie
Bure était une localité à vocation minière au XXe siècle.
Au début du XXIe siècle, l'économie de ce village repose essentiellement sur l'agriculture et l'élevage.

## Lieux et monuments
- Chapelle Notre-Dame, datant du VIIIe siècle[9].
- Fontaine souterraine du XVIIIe siècle.
- Monument commémoratif : « A nos mineurs - mine de Bure 1931-1973 ».

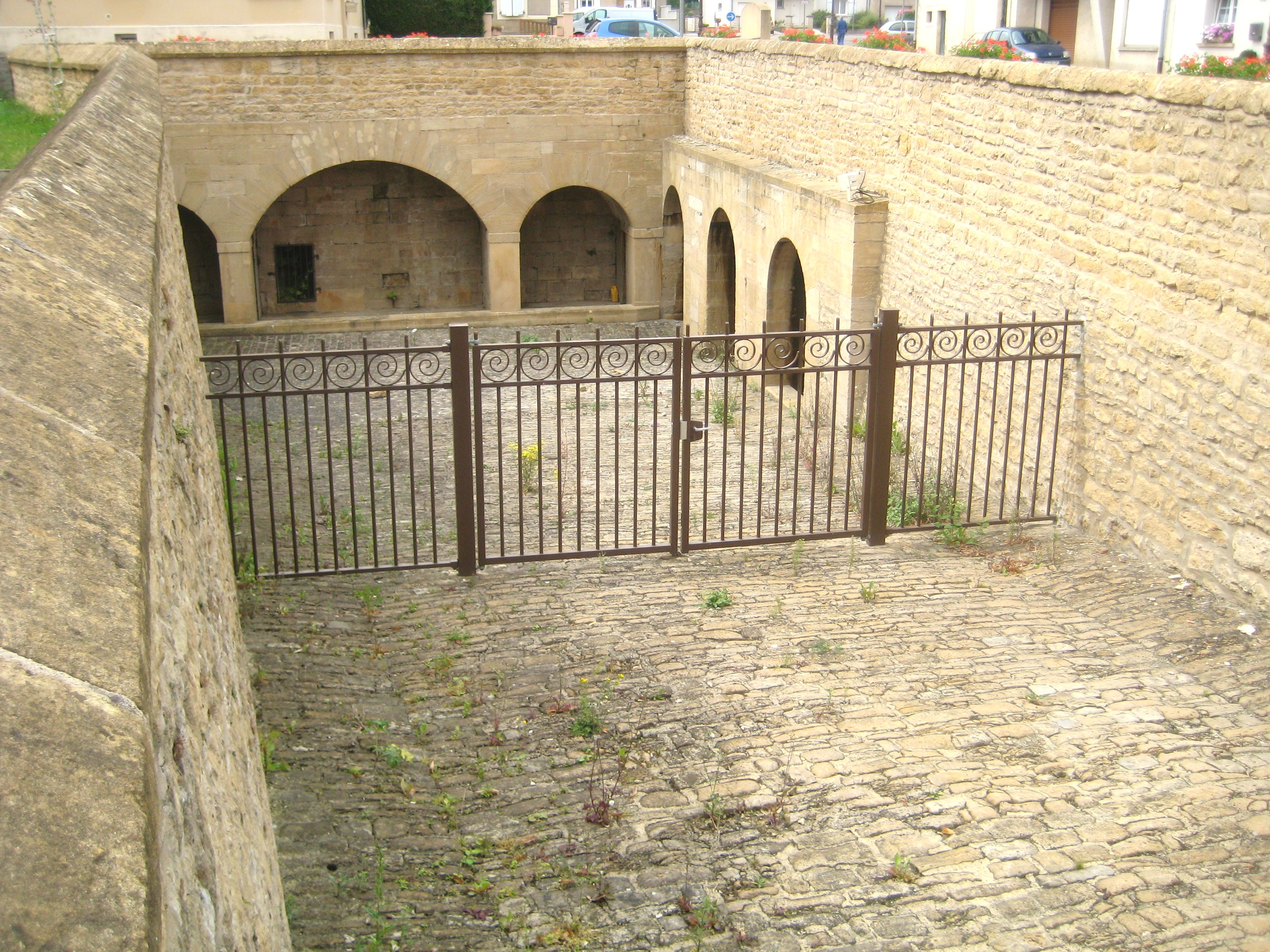
La fontaine souterraine.